# Brediuskwartier (Bussum)
Brediuskwartier is een wijk in Bussum in de Nederlandse gemeente Gooise Meren, op de grens met Naarden. De wijk beslaat het gebied ten oosten van de Bussumer dorpskern, waar voorheen zand werd afgegraven. De wijk is ontwikkeld in de jaren twintig en dertig van de 20e eeuw, waarbij het stratenpatroon van Karel de Bazel en de landschappelijke inbreng van Dirk F. Tersteeg afkomstig was.

## Geschiedenis
Het Brediuskwartier was bestemd voor een gemengde doelgroep van welgestelden, middenstanders en (de beter betaalde) arbeiders en heeft hierdoor zowel kenmerken van een villapark als van een tuindorp. Het wordt genoemd als een van de gaafste en kwalitatief hoogstaande voorbeelden van een complete woonwijk, deels in Amsterdamse School-stijl.
De wijk is genoemd naar de directeur van de buskruitfabriek De Krijgsman in Muiden, Abraham Bredius (1782-1863), deze kocht in 1851 de grond waar later herberg Jan Tabak zou verrijzen. Tevens stukken gronden die samen Bosch van Bredius zouden vormen.
Het gebied is gedurende een periode voor 1900 gedeeltelijk gebruikt als zandafgraving. Opvallend aan deze buurt is dat er parken, waaronder het  Mouwtje en de Willem Bilderdijk Park in zijn aangelegd langs diep uitgegraven vaarten van de zandafgravingen. Daardoor biedt de wijk, die ogenschijnlijk vlak is, unieke en verrassende hoogteverschillen, tot wel 7 meter. 
Om na de afgraving deels op afgegraven gebieden woningen te kunnen bouwen, werd er in 1920 tot en met 1923 weer een laag zand aangevoerd per smalspoor om bebouwing mogelijk te maken. Het zand kwam uit het nabij gelegen landgoed de Beek.
De Brediusweg grenst noordelijk aan de Naardense schildersbuurt, met onder meer een Rembrandt- en een Vermeerlaan. Zuidelijk is de zandafgraving gestopt bij de Huizerweg, die toentertijd de gemeentegrens met Hilversum vormde. Oostelijk wordt de wijk begrensd door de Amersfoortsestraatweg.
In de uiterste noordoostelijk hoek is de Algemene Oude begraafplaats Naarden en de Joodse begraafplaats gelegen.
Zuidwestelijk op het laagste gedeelte van de wijk bevindt zich het park Mouwtje, daarbij hoort ook een kinderboerderij.

## Architectuur
De wijk is in zijn essentie een mooi architecturaal voorbeeld van een uitbreidingswijk uit de jaren 20 en 30 van de twintigste eeuw. Een aantal huizen hebben stijlkenmerken die kenmerkend zijn voor de  Amsterdamse school. De meeste huizen hebben grotendeels eenvormige materiaalkeuze van baksteen en rode of grijze dakpannen. Hier en daar komen ook rietgedekte huizen voor.
Uitzondering op bakstenen muren zijn twee huizen die pal tegen de rand van het Brediuskwartier gebouwd zijn, aan de Amersfoortse straatweg en de Verhulstlaan. Hier staat ook de villa ´t Mouwtje. Deze houten huizen stonden toen binnen de verboden kringen van de vesting Naarden (fort Werk V), aangezien aan het einde van de Huizerweg een verdedigingswerk aangelegd was.

### Architecten
Er zijn diverse architecten geweest die de huizen ontworpen hebben, hieronder een opsomming van de meest in het oog springend:
- K.P.C. De Bazel (1869-1923)
- Jan Rebel (1885-1961)
- Dirk Tersteeg (1876-1942)
- Johan Negrijn (1886-1967)
- Gerard Dusschoten (1895-1968)
- Ary Henri van Wamelen (1885-1962)
- Wouter Hamdorff (1890-1965)
- Gerrit Jan Vos (1863-1948)
- Klaas van den Berg (1894-1976)
- N. Doornberg (1867-1966)

## Monumenten in het Brediuskwartier
Het Brediuskwartier is sinds 16 november 2007 beschermd dorpsgezicht. Een aantal woningen en plantsoenen in het Brediuskwartier zijn door de rijksoverheid en de gemeente vanwege cultuurhistorische waarden aangewezen als een beschermd monument. Door toedoen van de Historische Kring Bussum , Bond Heemschut en het Cuypersgenootschap, is er een gemeentelijke monument status verleend door de gemeente Gooise Meren in 2020 voor een houten villa, genaamd villa´Het Mouwtje´, die in 1903 ontworpen is door de architect K.P.C. de Bazel, sloop is daardoor voorkomen. Echter was dit een compromis aangezien de in dezelfde ontworpen stijl van K.P.C. de Bazel, het er tegenaan gebouwde uitbreiding in 1911, villa ´De Meerle´ wel gesloopt is.

### Rijksmonumenten
- Herenhuiscomplex, Burgemeester s'Jacoblaan 15, 17, 17A, 19 en 21 / Potgieterlaan 7, 8, architect: N. Doornberg
- Kerk en Woning, Kerk van de Vrije Evangelische Gemeente, Frederik van Eedenweg 41 en 43, architect Herman Sijmons
- Oude begraafplaats van Naarden en de Joodse begraafplaats aan de Amersfoortse straatweg

### Gemeentelijke Monumenten
- Villa's aan de Willem Bilderdijklaan 21-23 en 26, architecten: K. van den Berg en Wilms
- Villa's aan de Bosboom-Toussaintlaan 4 en 6
- Christelijke Julianaschool, Willem Kalfflaan 3, architect: N. Doornberg
- Villa 't Mouwtje, J.J.H. Verhulstlaan 16, architect: K.P.C. de Bazel
- Ensemble van 3 woningen, Jan Toebacklaan 6,8 en 10, architect: Jan Wilke
- Plantsoen en waterpartij inclusief trappen en bordes tussen Jacob Obrechtlaan en Burgemeester s'Jacoblaan, landschapsarchitect Tersteeg

## Heden en toekomst
In 2017 werd stichting Vrienden van het Bredius opgericht. Met als doelstelling tot het behouden van het authentieke karakter van het Brediuskwartier, inclusief het daarbij behorende groen, zoals de parken.

## Trivia
- De straatnamen in deze wijk zijn vernoemd naar schrijvers, componisten en kunstschilders. Enige uitzonderingen hierop zijn de Oud Bussummerweg, Brediusweg en de Burgemeester s'Jacoblaan.
- Ter nagedachtenis van Margreet van Voorst tot Voorst die in 2020 overleed. Is op de hoek van de Burgemeester s´Jacoblaanen de Rhijnvis Feithlaan een jongvolwassen moeraseik geplant. De boom draagt de naam De Margreet, vernoemd naar haar als een van de initiatiefnemers van ‘100 jaar Brediuskwartier’.[10]
- Het geboortejaar van het Brediuskwartier is niet 1919 (dit was wel het jaar dat de Burgemeester en wethouders van de gemeente Bussum opdracht gaven tot het groenontwerp tussen Huizerweg, Brediusweg en Frederik van Eedenweg), door omstandigheden (architect de Bazel had bezwaar ingediend tegen een ingediend wegenplan) kon de ontwikkeling van het Brediuskwartier en daarmee de bouw van de meeste huizen pas op 6 mei 1924 officieel gestart worden.

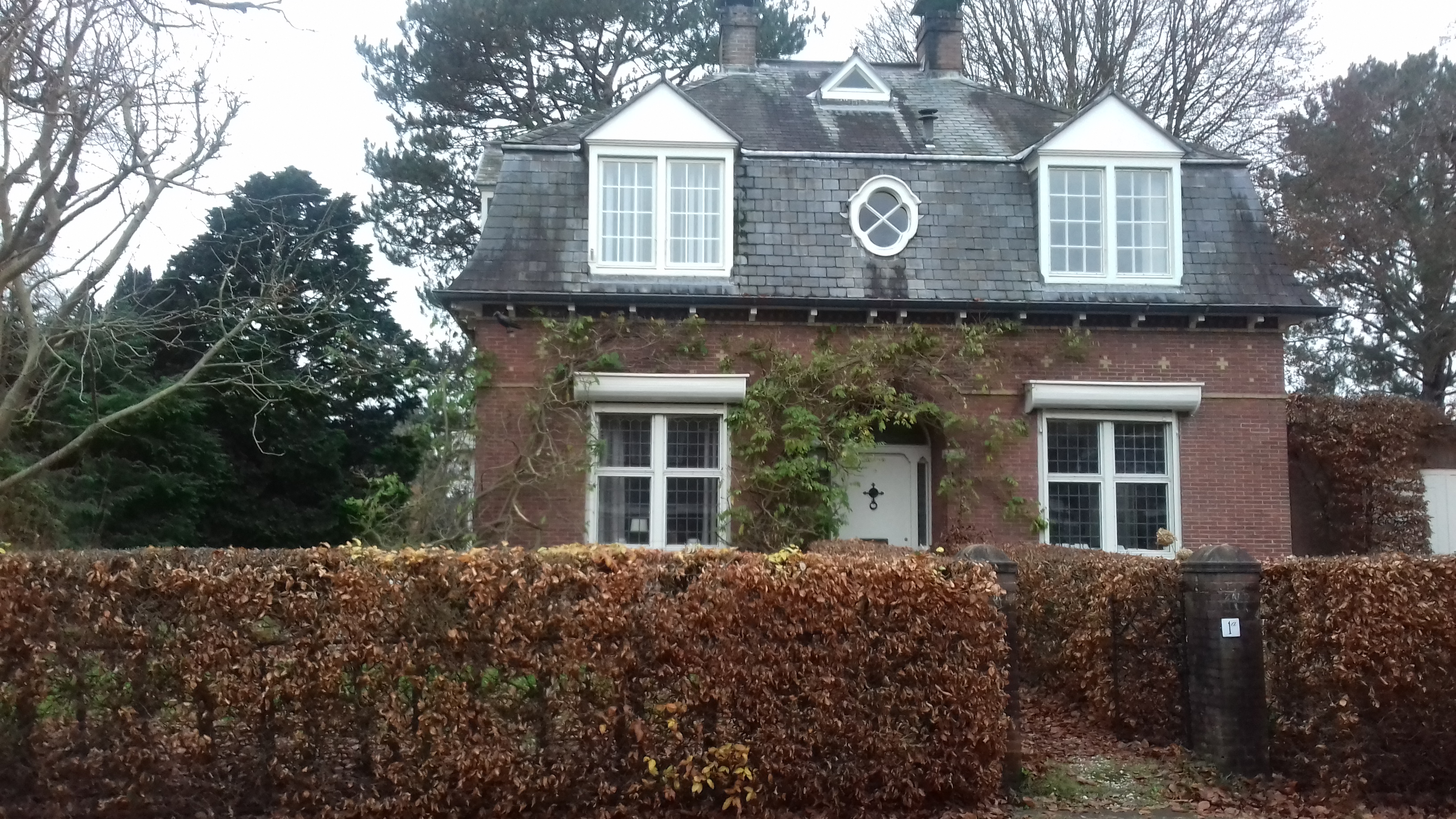
Villa 't Hooge Zand aan de Busken Huetlaan
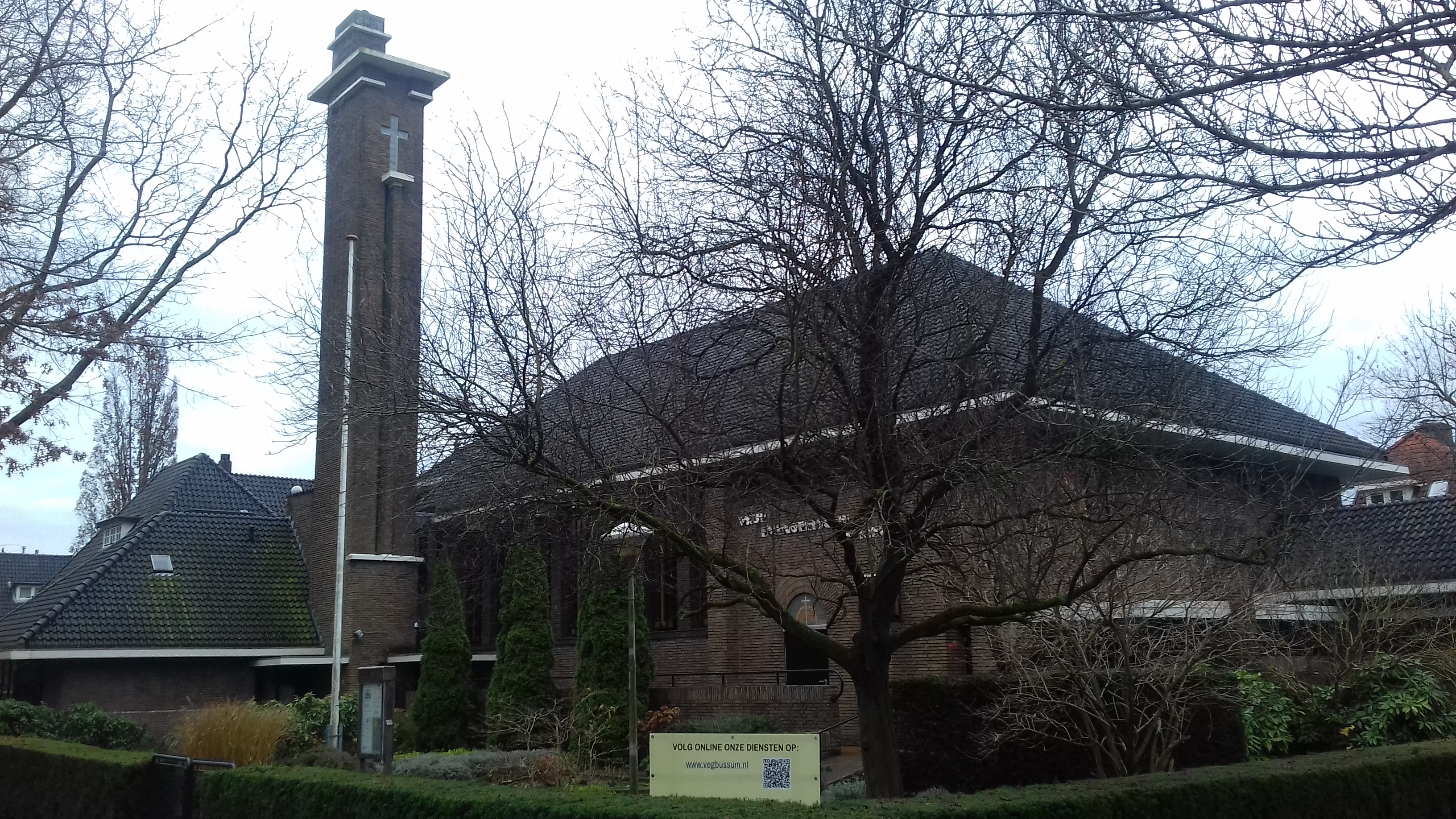
Kerk van de Vrijgemaakte Evangelische Gemeente
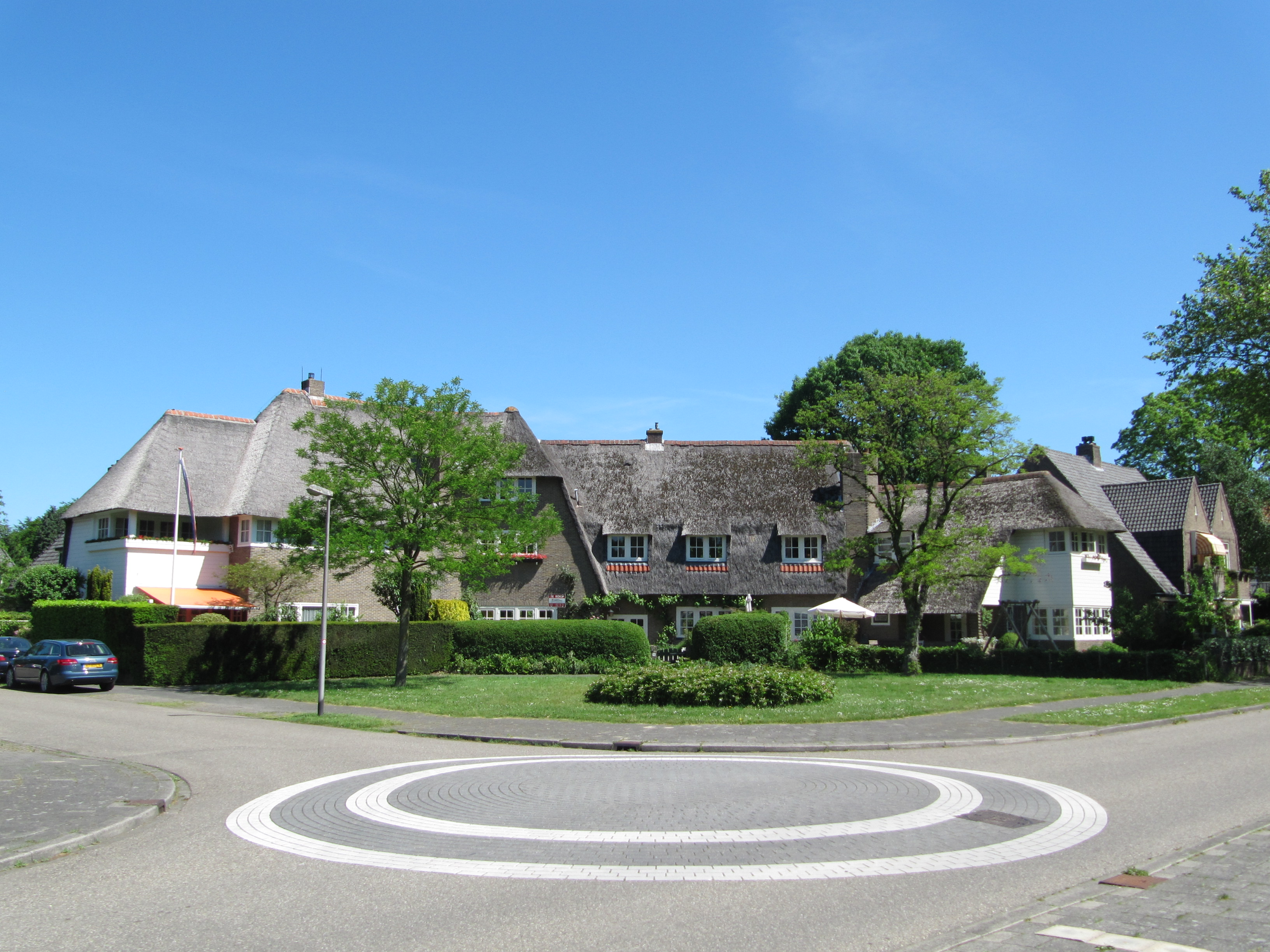
Ensemble woningen Burgemeester s'Jacoblaan
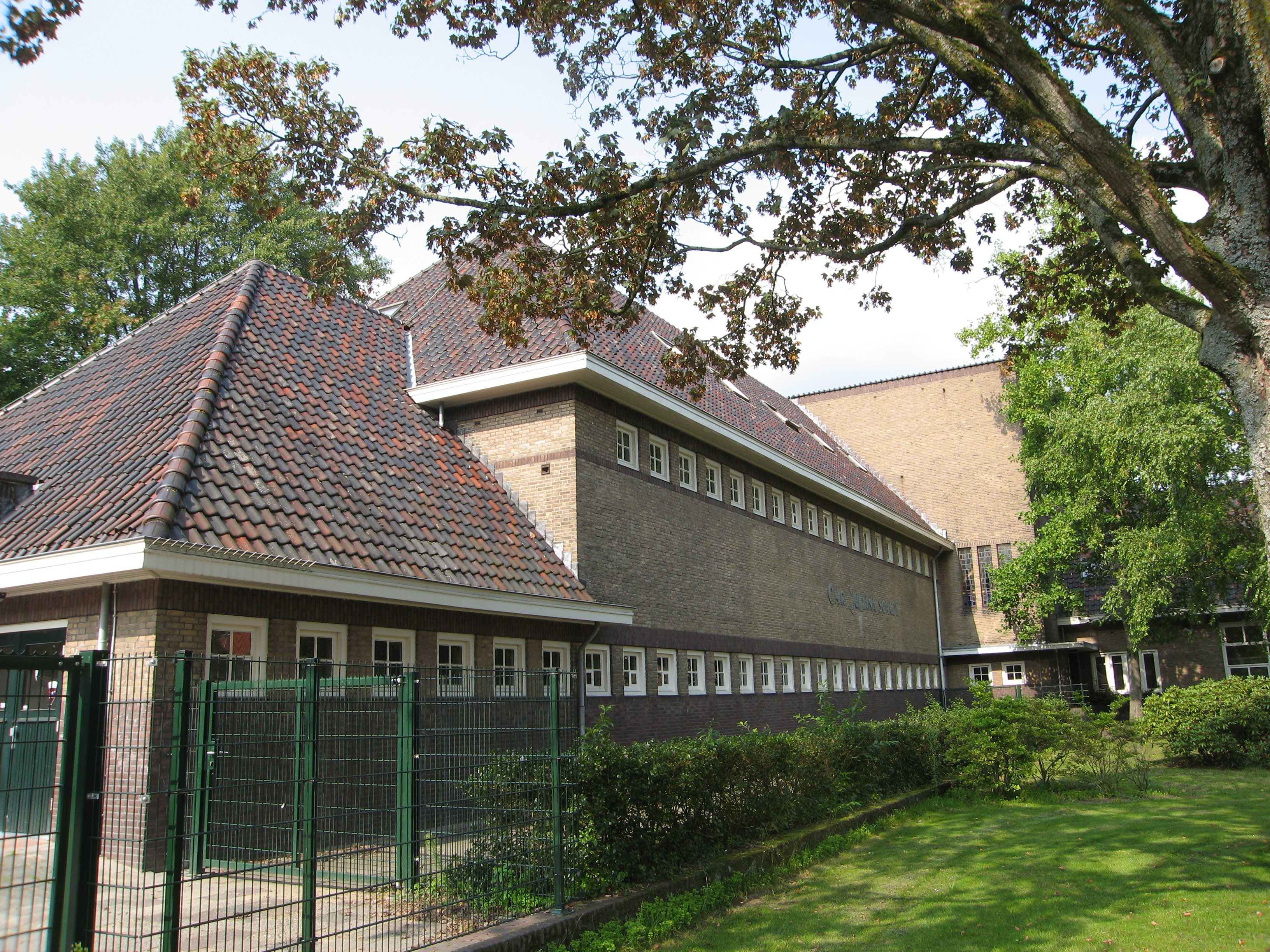
Christelijke Julianaschool
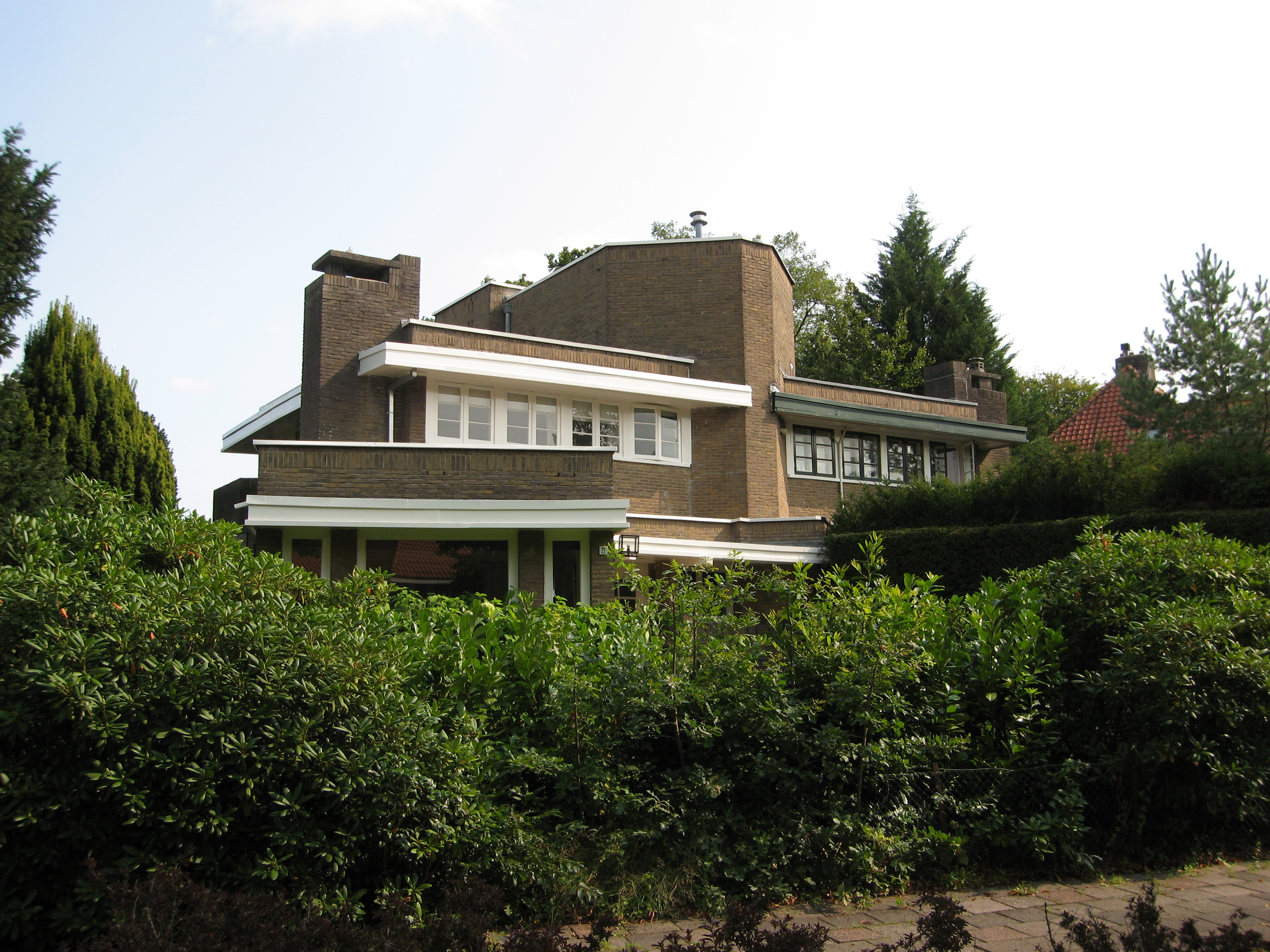
Woningen aan Willem Bilderdijklaan
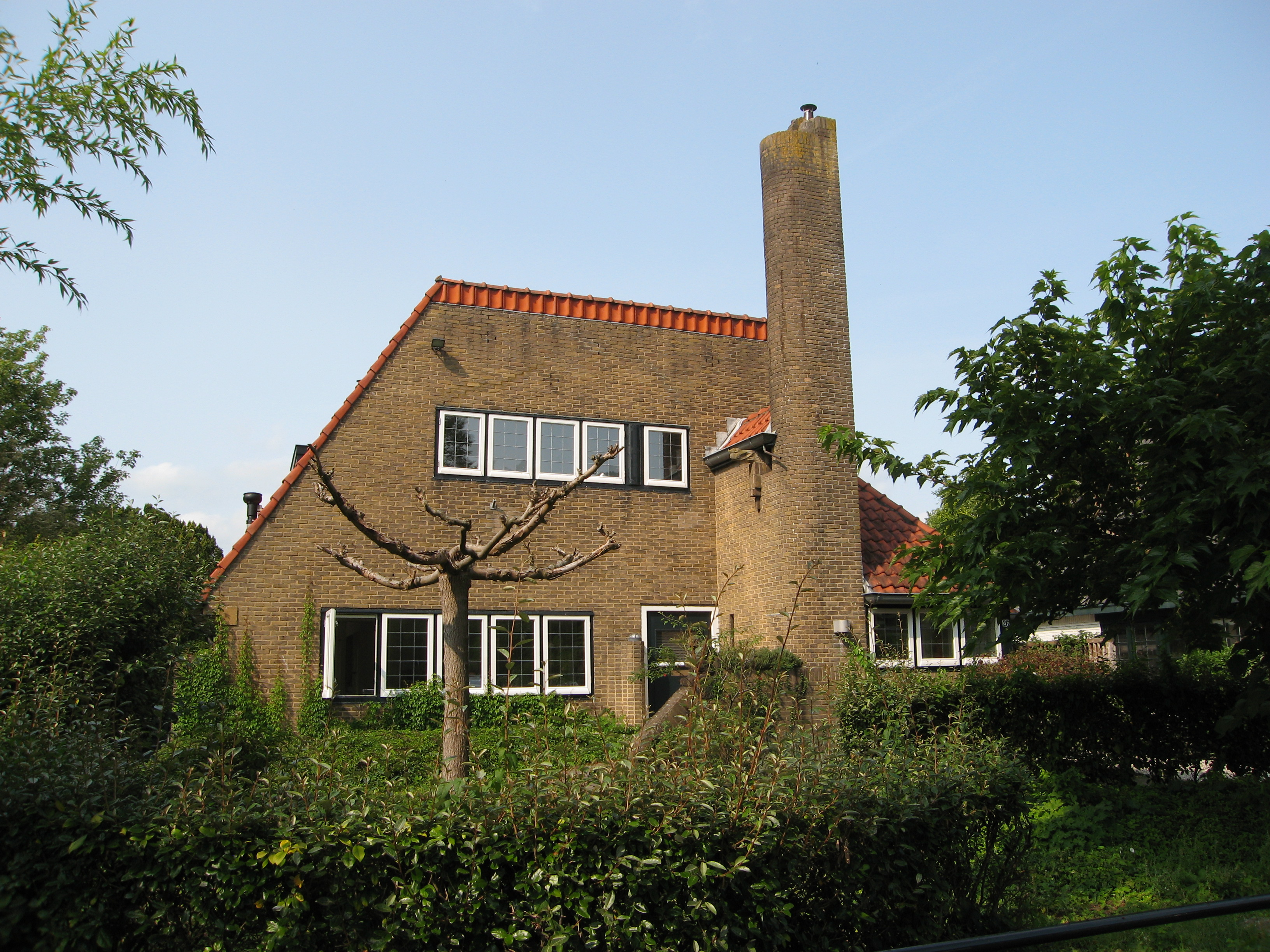
Woning aan Willem Bilderdijklaan
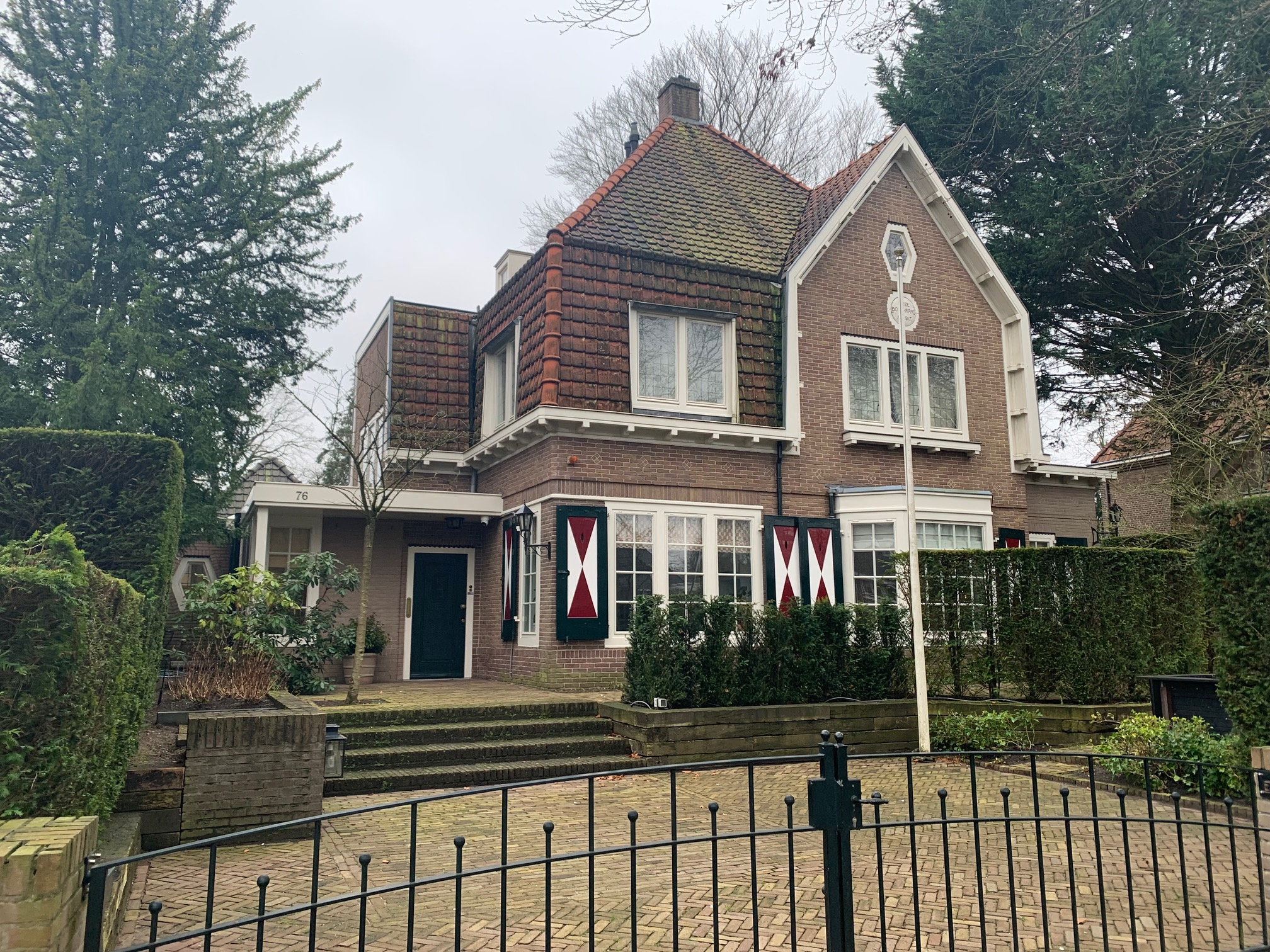
Huize Boschrand, Brediusweg 76
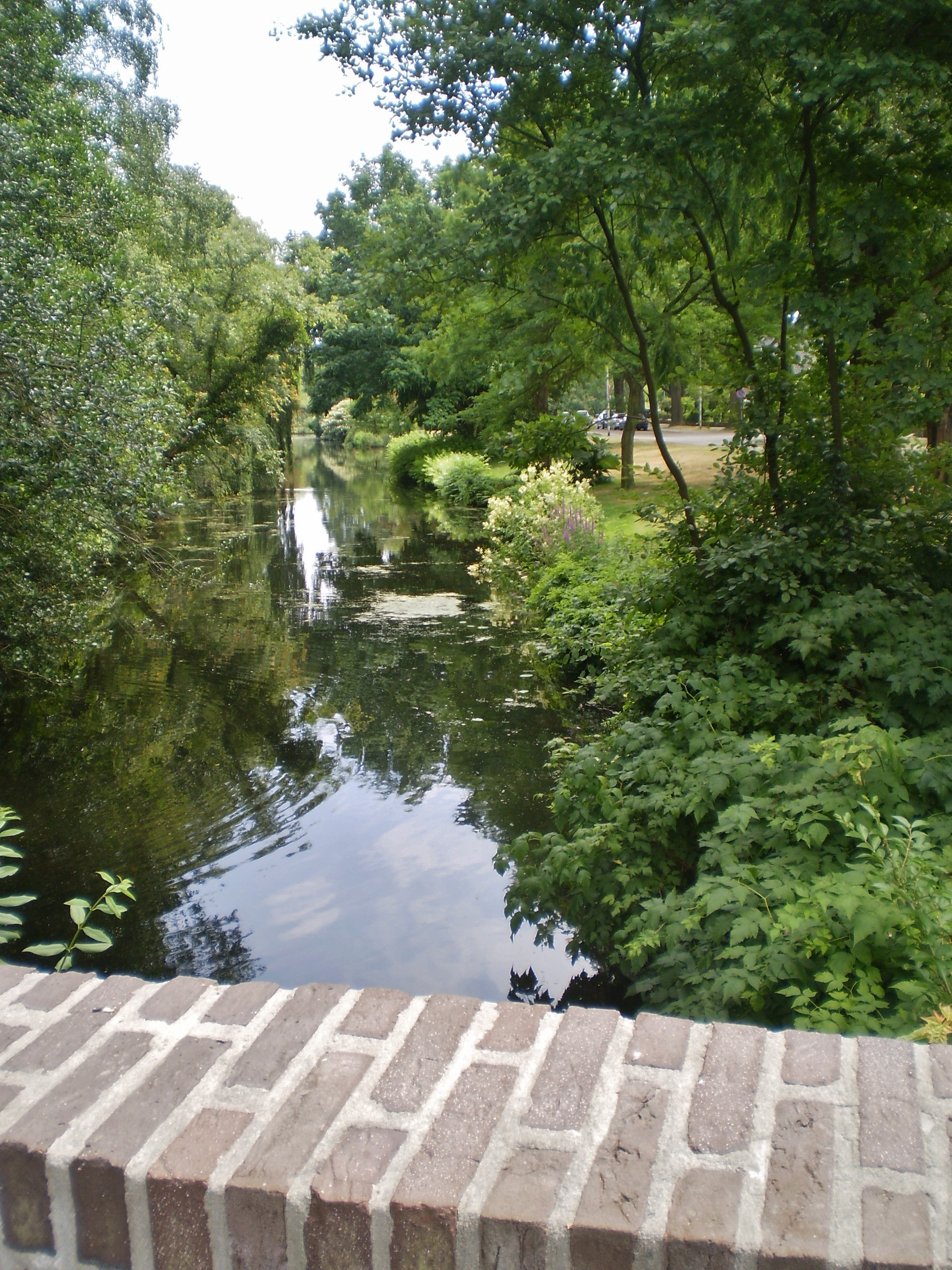
Park 't Mouwtje
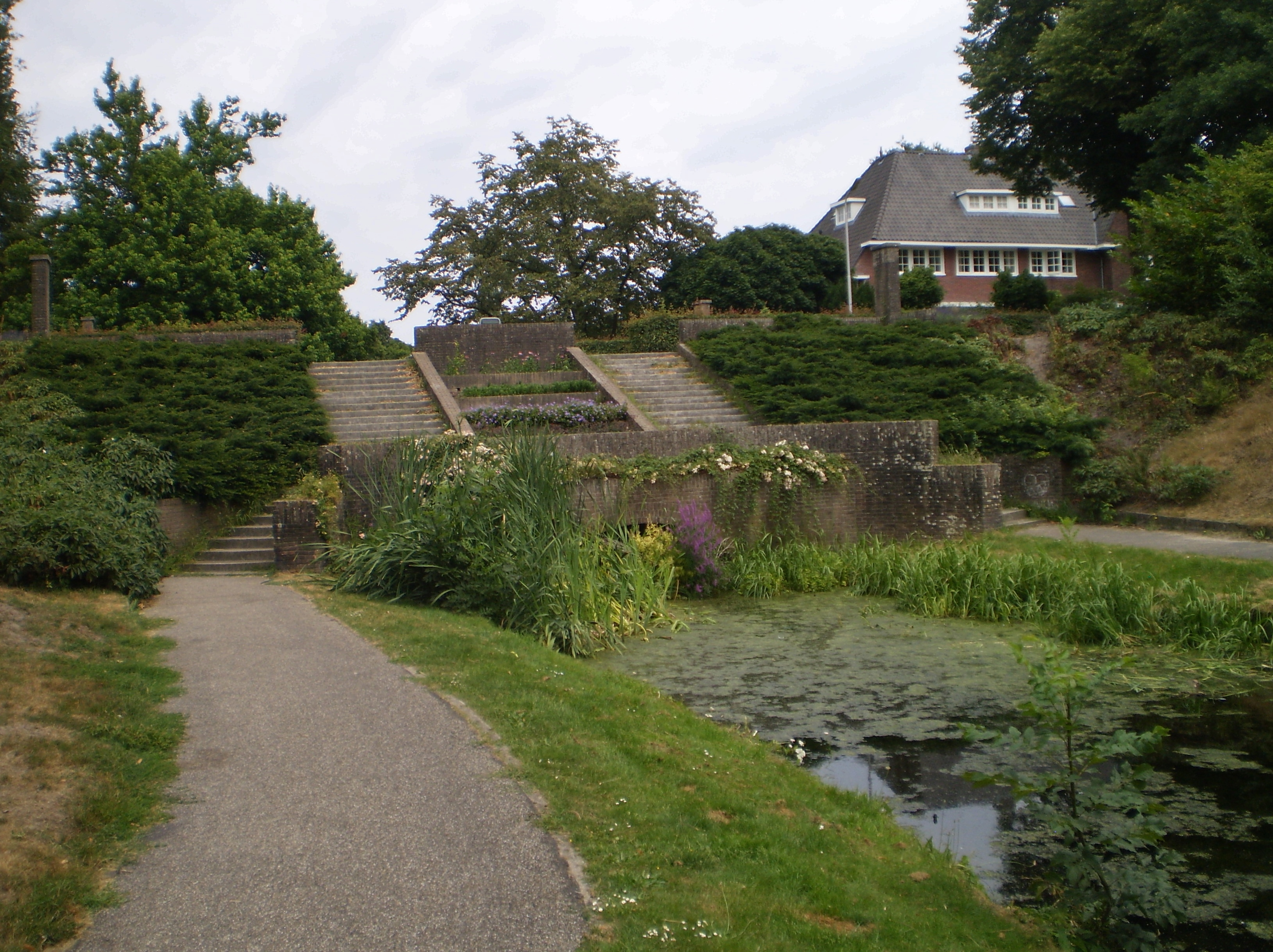
't Mouwtje richting de s'Jacoblaan
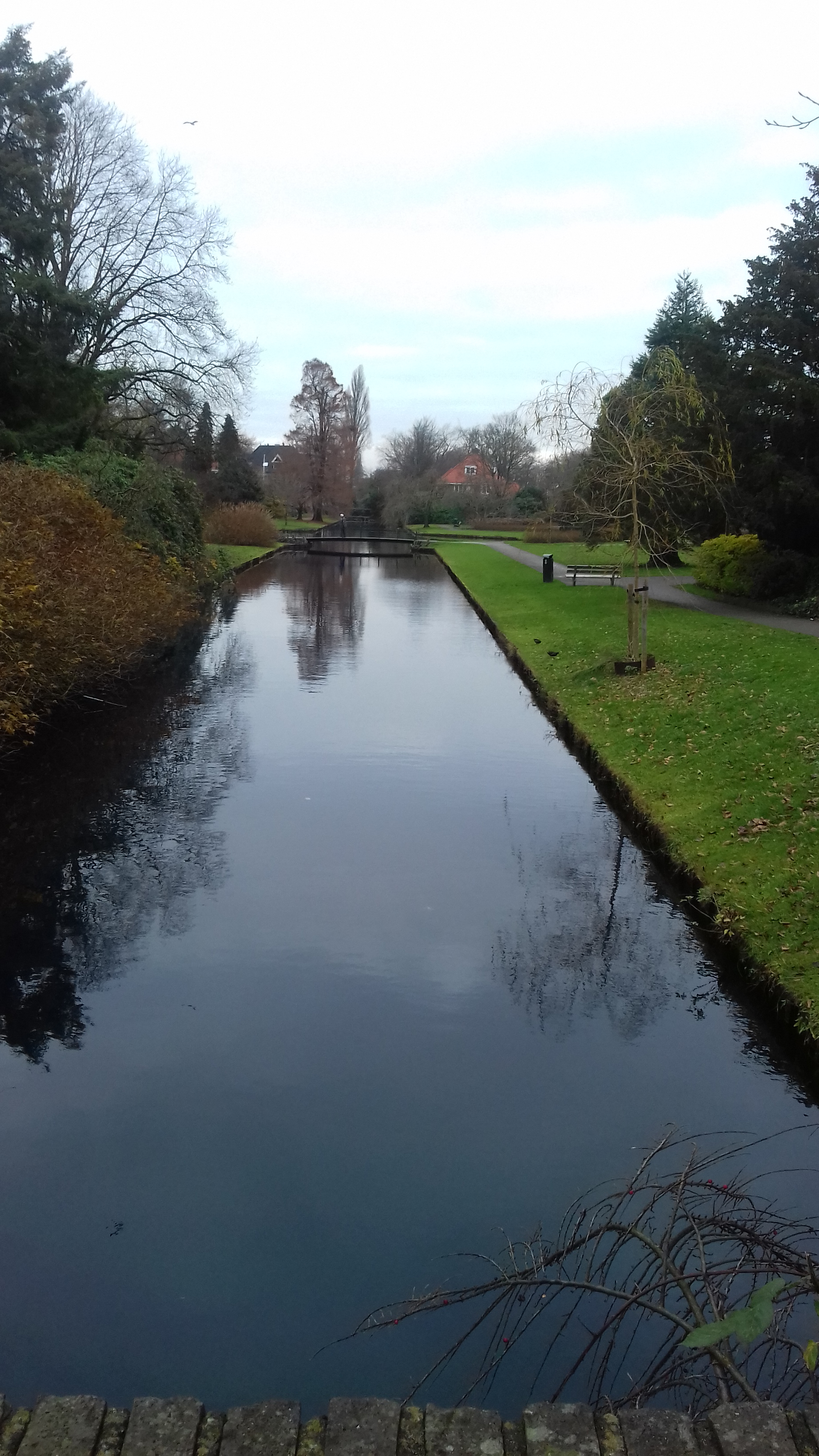
Willem Bilderdijkpark
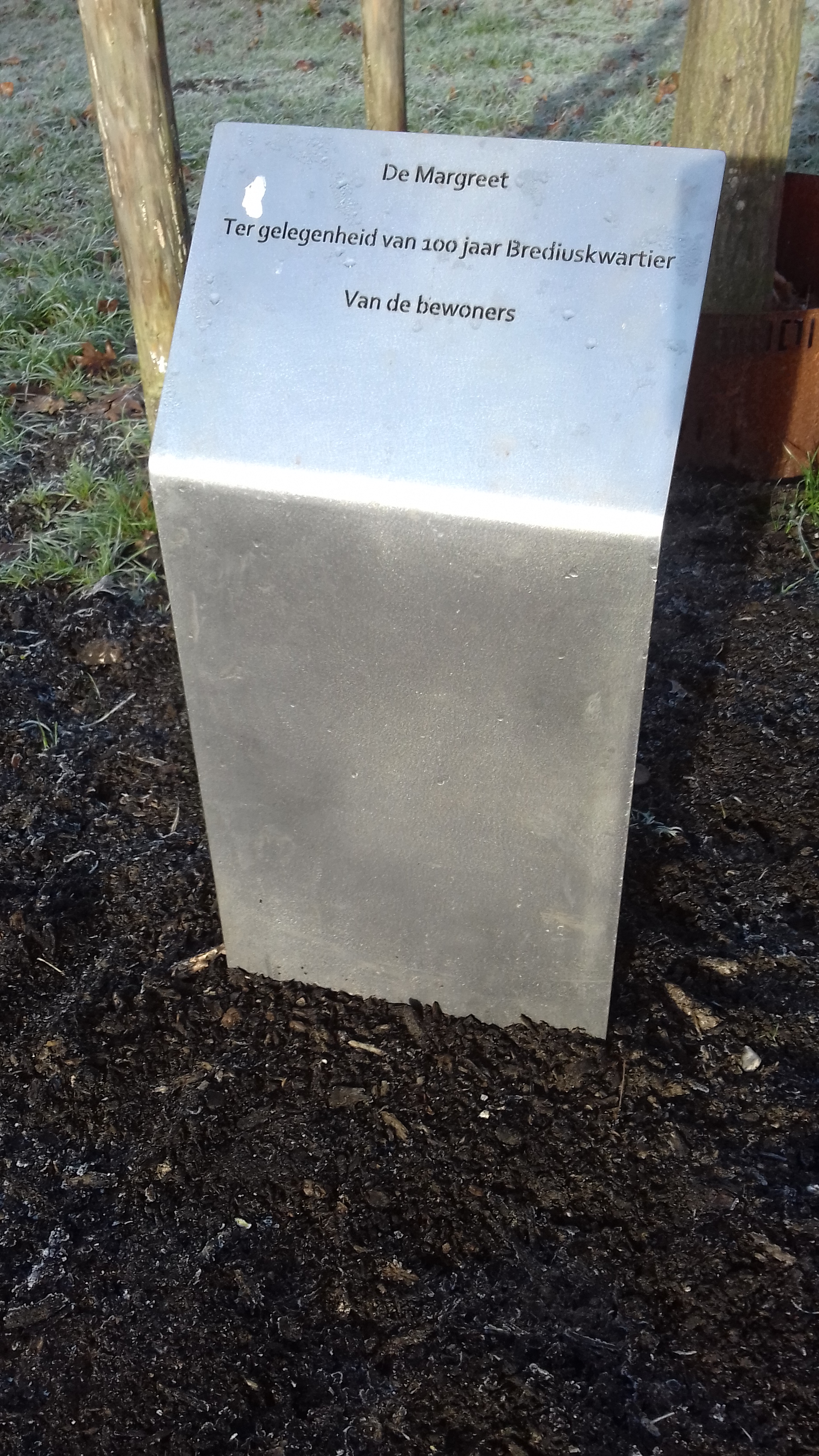
Herinneringsplakkaat Margreet van Voorst tot Voorst